# Zapalenia mózgu doliny Murray
Zapalenia mózgu doliny Murray (MVE) – choroba wirusowa występująca w północnej Australii, określana dawniej jako australijskie zapalenie mózgu.

## Etiologia
Czynnikiem etiologicznym jest wirus zapalenia mózgu doliny Murray (Murray Valley encephalitis virus, MVEV) należący do flawiwirusów, wyizolowany po raz pierwszy w roku 1951. Za główny rezerwuar wirusa uważa się ptaki należące do czaplowatych (m.in. ślepowrony rdzawe) i pełnopłetwych (kormorany i wężówki). Wektorem przenoszącym wirusy są komary Culex annulirostris. Nie odnotowano transmisji wirusa pomiędzy ludźmi.

## Objawy i przebieg
Okres inkubacji wynosi 7 do 28 dni (zwykle 5 do 15 dni). Zakażenie wirusem przebiega zwykle bezobjawowo, lub przebiega stosunkowo łagodnie (występują ból głowy, gorączka, nudności, wymioty). W niewielkim odsetku przypadków (około 1:800-1000) choroba rozwija się z zajęciem ośrodkowego układu nerwowego – pojawia się osłabienie, senność, dezorientacja i ataksja. W postaciach powikłanych dochodzi do zapalenia opon mózgowo-rdzeniowych a nawet zapalenia mózgu, z obecnością neurologicznych objawów ogniskowych i zaburzeń przytomności.
Śmiertelność w najcięższych postaciach ocenia się na 25%, a u kolejnych 25-50% pacjentów stwierdza się przetrwałe ubytki neurologiczne.

## Diagnostyka
W badaniu płynu mózgowo-rdzeniowego stwierdza się pleocytozę. Mogą wystąpić zmiany w EEG, CT oraz MRI.
Potwierdzenie zakażenia uzyskuje się poprzez izolację MVEV z materiału biologicznego, wykrycie jego RNA, lub przeciwciał skierowanych przeciwko wirusowi.

## Leczenie
W przypadku wystąpienia objawów neurologicznych pacjenci powinni być hospitalizowani. Leczenie przyczynowe nie zostało opracowane. Stosuje się leczenie objawowe i podtrzymujące.